# Hermann Schöne (Soldat)

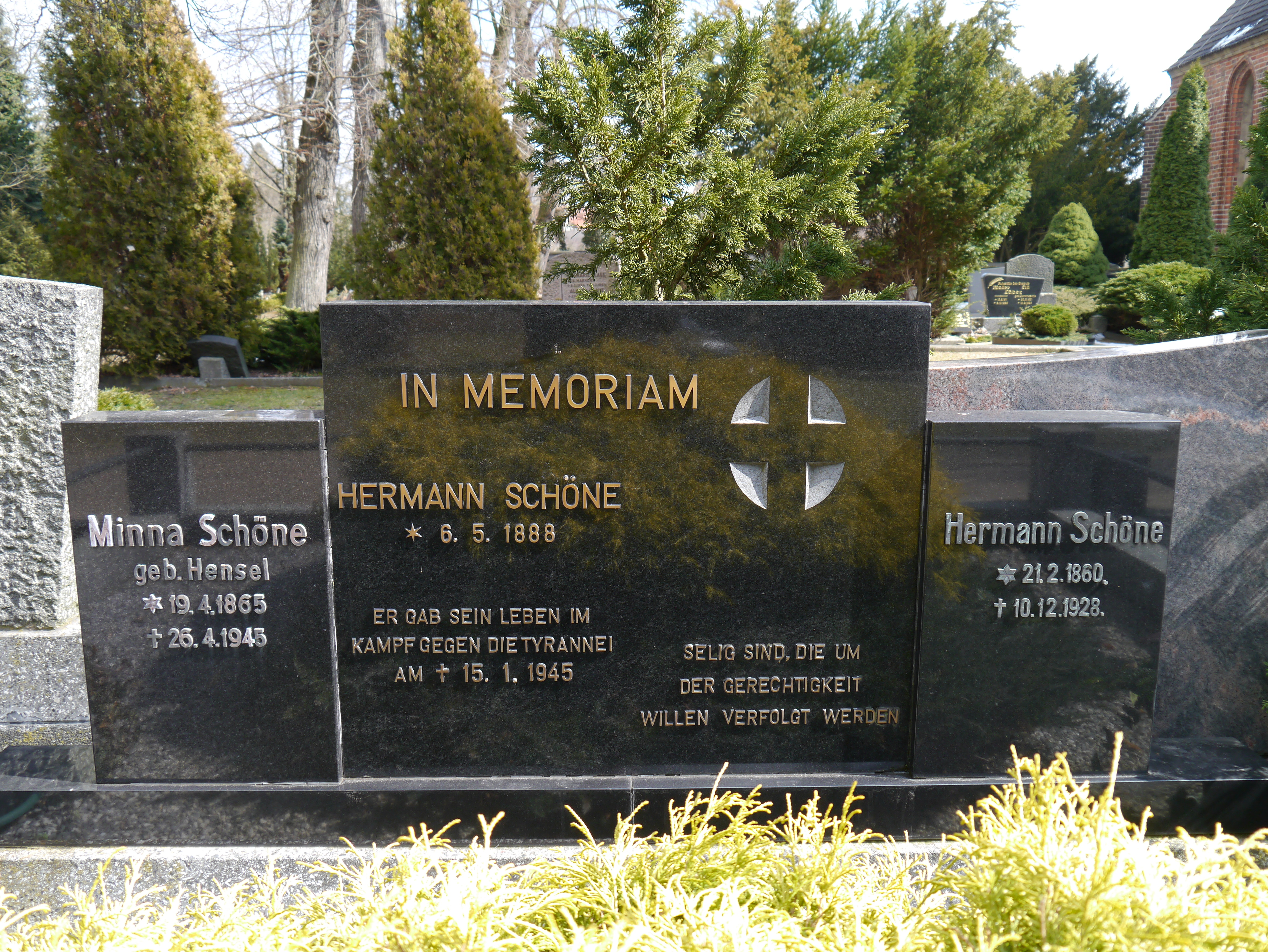
Grabstein Hermann Schöne auf dem Kirchhainer Friedhof 2013: Er gab sein Leben im Kampf gegen die Tyrannei.

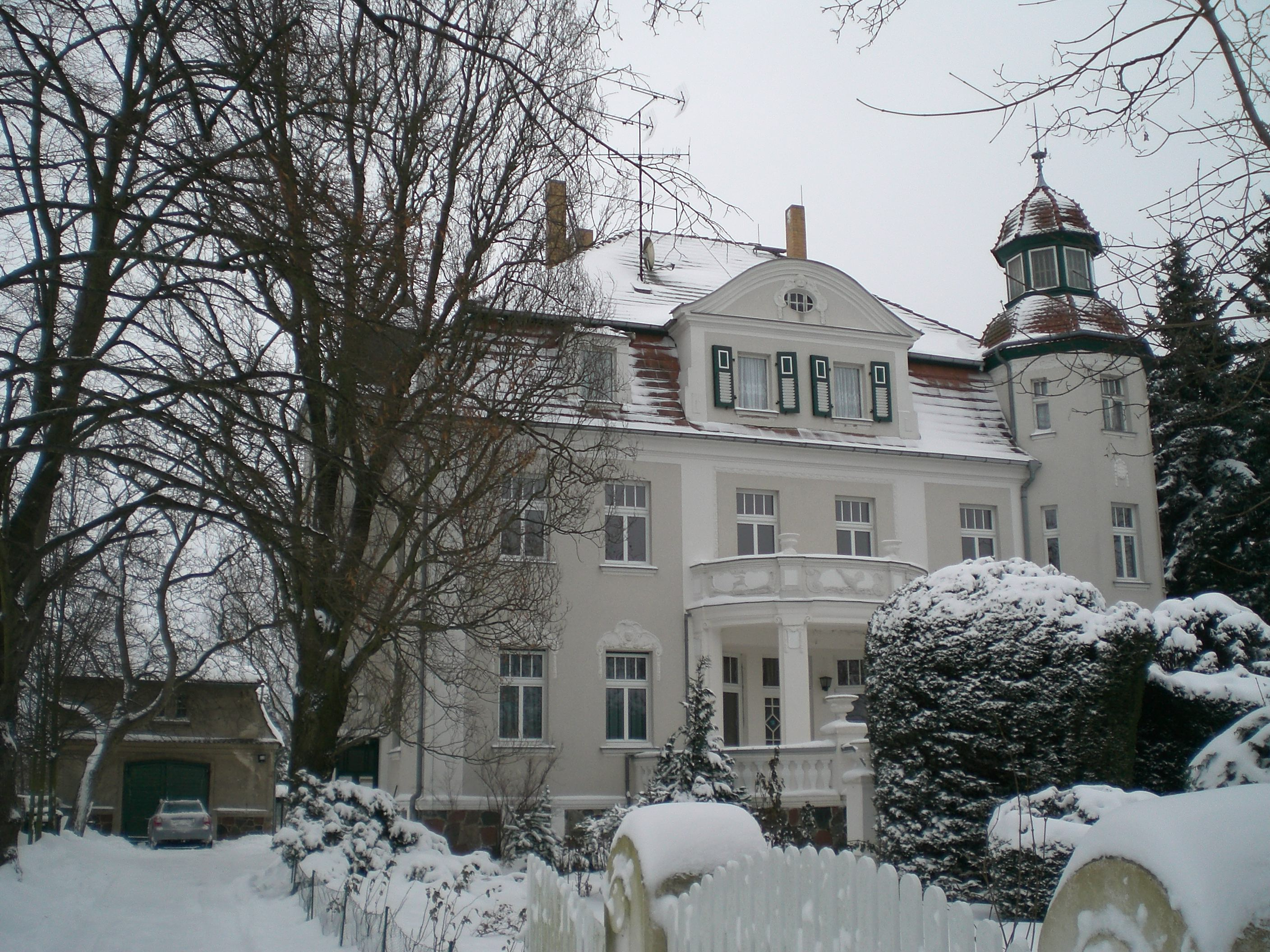
Wohnhaus der Familie Schöne. Nach dem Zweiten Weltkrieg von der sowjetischen Kommandantur besetzt.

Hermann Schöne (* 6. Mai 1888 in Kirchhain, Niederlausitz; † 15. Januar 1945, hingerichtet im Zuchthaus Brandenburg) war Widerstandskämpfer des 20. Juli 1944.

## Biographie
Hermann Schöne war der Sohn eines Lederfabrikanten und stammte aus Kirchhain in der Niederlausitz. Nach dem Abitur im Jahr 1908 wählte er die Offizierslaufbahn bei der Infanterie. Auf eine schwere Verwundung im Ersten Weltkrieg folgte die Kriegsakademie und die Verwendung als Generalstabsoffizier. Obwohl Schöne von der Reichswehr übernommen worden war, schied er schon 1921 aus und übernahm die Leitung der elterlichen Fabrik vom schwer erkrankten Vater.
Mit Beginn des Zweiten Weltkrieges meldete sich der Stabsoffizier freiwillig. Ab 1943 wurde er als Generalstabsoffizier, zum Schluss im Rang eines Oberstleutnants, beim Berliner Wehrmachtkommandanten Generalleutnant Paul von Hase eingesetzt und war in die Umsturzpläne einbezogen worden.
Nach dem gescheiterten Attentat vom 20. Juli 1944 folgte am 21. Juli seine Verhaftung. Fünf Verhandlungstage brauchte der Volksgerichtshof unter dessen Präsidenten Roland Freisler für insgesamt sieben Angeklagte, ehe am 12. Oktober Hermann Schöne sowie vier weitere Angeklagte zum Tode verurteilt wurden. Hermann Schöne wurde am 15. Januar 1945 im Zuchthaus Brandenburg hingerichtet.